# 레테레
레테레(이탈리아어: Lettere)는 이탈리아 캄파니아주 나폴리현에 위치한 코무네다. 나폴리로부터 남동쪽 30km 거리에 있다.

## 같이 보기
- 이탈리아의 로마 가톨릭 교구 목록